# Клочківський узвіз
Клочківський узвіз — вулиця в центрі Харкова в Шевченківському районі міста. Поєднує майдан Свободи та Клочківську вулицю. З одного боку від узвозу знаходяться будівля ХНУ ім. В. Н. Каразіна та зоопарк, а з іншого — Держпром та район Задержпром'я. Від Клочківського узвозу починається проспект Незалежності.

## Історія

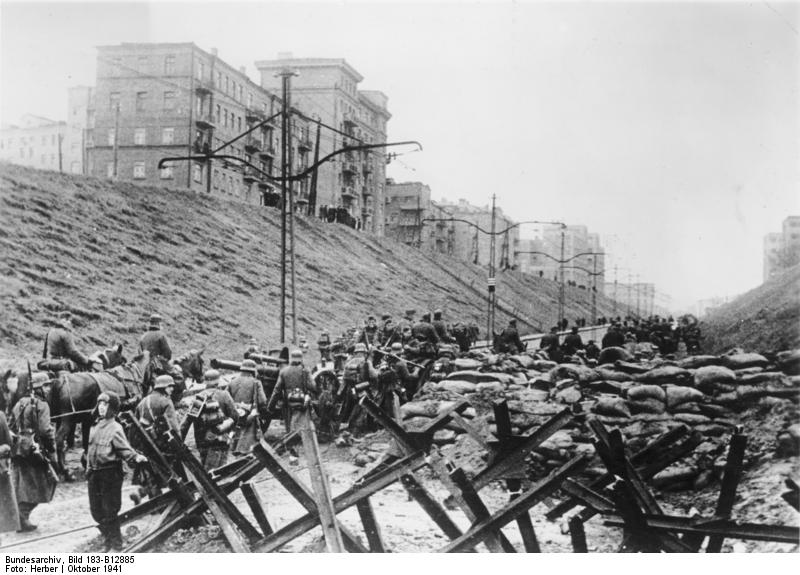
Клочківський узвіз у жовтні 1941 року

Узвіз було прокладено у 1920-х роках на місці природного яру, що йде від сучасного майдану Свободи. Яр розширили, вирівняли дно і схили узвозу. Роботи виконувалися вручну. Спершу для переходу з одного боку узвозу на інший на схилах побудовані сходи. У 1952 році над узвозом біля його перетину з проспектом Незалежності (тоді проспект Правди) побудували пішохідний міст, який не зберігся до наших днів. У 2021 році його було замінено на новий.

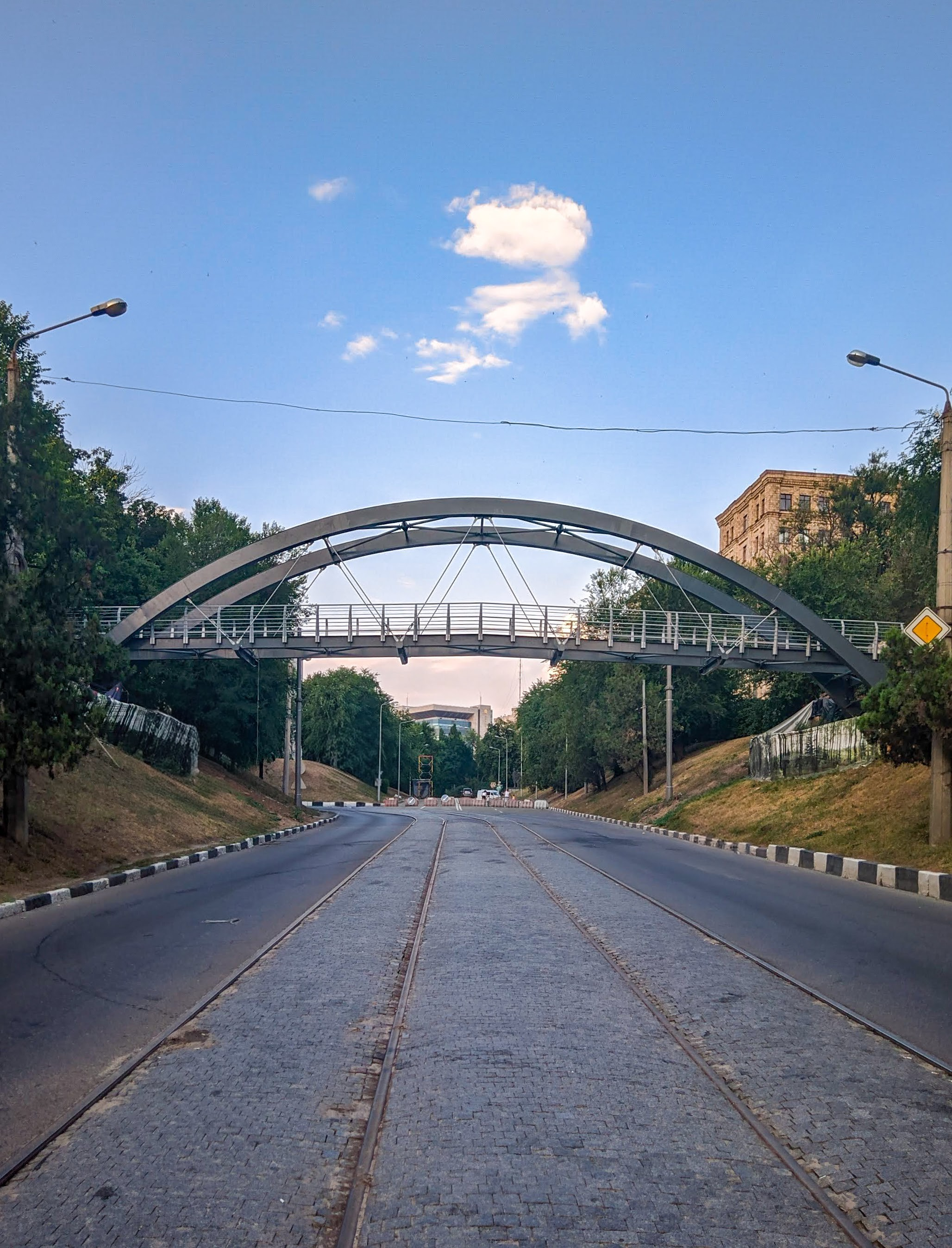
Новий Зоологічний міст

Перша назва — Клочківський в'їзд. 20 вересня 1936 було перейменовано на узвіз Войткевича. Імовірно, в 1937 році отримав назву узвіз Пассіонарії, на честь іспанської комуністки Долорес Ібаррурі, яка публікувалася під псевдонімом ісп. La Pasionaria. 7 вересня 1942 року під час нацистської окупації узвозу було повернуто історичну назву. Після повторного захоплення Харкова радянською владою, перейменування скасоване. 20 листопада 2015 року у рамках декомунізації відновлено назву Клочківський узвіз.
За адресою узвіз Клочківський існує один одноповерховий будинок № 1 зі сторони вулиці Антона Дербілова.

## Транспорт
Вулиця спочатку виконувала важливу транспортну функцію. 14 вересня 1928 року була відкрита трамвайна гілка від Клочківської до Держпрому. Незабаром вона була продовжена далі.
Останнім часом по узвозу ходить трамвай № 12 й автобус № 270е. З 25 лютого 2022 року трамвайний маршрут № 12 було тимчасово закрито, а на Мироносицькій вулиці демонтовано частину рейок маршруту № 12. 31 грудня 2023 року укорочений трамвайний маршрут № 12 відновлено.
На майдані Свободи розташовані станції метро «Університет» і «Держпром».